# Temisto (mitologia)
|  | No s'ha de confondre amb Temisto. |

Temisto (en grec antic Θεμιστώ), va ser, segons la mitologia grega, una filla d'Hipseu, fill al seu torn del déu-riu Peneu i de Creüsa.
Va ser la tercera dona d'Atamant, un dels fills d'Èol i Enàrete. Amb ell va tenir quatre fills, Leucó, Eritri, Esqueneu i Ptous. Higí, seguint una obra perduda d'Eurípides, diu que només va tenir dos fills, Orcomen i Esfingi. Una tradició beòcia la fa mare d'Atalanta.
Eurípides, en una tragèdia perduda, Ino, tractava del tercer casament d'Atamant, amb Temisto, la filla d'Hipseu. En aquesta obra, Ino havia marxat a la muntanya, després del fracàs del sacrifici de Frixos. Allà va trobar les bacants que estaven al servei de Dionís, i s'hi uní. Atamant, pensant que era morta, es va casar amb Temisto. Però Ino va tornar en secret i es va donar a conèixer a Atamant, que la va fer entrar al palau com a serventa. Temisto va saber que la seva rival no era morta, però no va poder.la trobar. Va voler matar els fills d'Ino i va ordenar a la nova serventa que vestís de negre els fills de l'anterior muller d'Atamant i de blanc els seus dos fills, Orcomen i Esfingi, per poder-los distingir a la nit. La falsa esclava va canviar els vestits, i Temisto va matar els seus propis fills i els d'Ino es van salvar. Temisto es va suïcidar.